# (1643) Brown
(1643) Brown est un astéroïde de la ceinture principale découvert le 4 septembre 1951 par l'astronome allemand Karl Wilhelm Reinmuth. Le lieu de découverte est Heidelberg (024). Sa désignation provisoire était 1951 RQ.
Sa distance minimale d'intersection de l'orbite terrestre est de 0,993709 ua.